# 酒井健二
酒井 健二（さかい けんじ、1958年1月27日 - ）は、日本の元騎手。デビューから1993年までの登録名は「仁平 健二」。

## 来歴
1978年3月に美浦・鈴木康弘厩舎からデビューし、同4日の中山第3競走4歳未勝利・ブルーイチウマ（14頭中8着）で初騎乗を果たす。4月30日には東京第7競走5歳以上オープンで鈴木の父である鈴木勝太郎が管理し、前年にスプリンターズステークスを勝った5歳牝馬メイワキミコに騎乗したが、ニッポーキングの2着に終わる 。7月9日の中山第1競走3歳未勝利・シュウザンジョオーで初勝利を挙げ、1年目の同年は4勝をマーク。
2年目の1979年には夏の新潟戦で3勝を挙げたが、前年に引き続き4勝、3年目の1980年には3勝に終わる。
1981年には前年にアラブ重賞に5勝し、最優秀アラブにも選出されるホクトチハルに騎乗して2勝を挙げたほか、11月7日・8日に初の2日連続勝利を挙げるなど秋の福島戦では6勝をマーク。有馬記念が行われた12月20日の中山では有馬記念前の第8競走4歳以上400万下をセンゴクツービートで勝利すると 、最終第10競走4歳以上1200万下も16頭中13番人気のエントリーホープで勝利して初の1日2勝を挙げ、初の2桁勝利で自己最多の15勝をマーク。
1982年には中日新聞杯でタニノチカラ産駒エントリーホープに騎乗してハイセイコー産駒タツユウチカラの2着に入り、2年連続2桁勝利となる11勝をマーク。
1983年には2月13日の東京第10競走アメジストステークスで後にニシノハナグルマ・ニシノチャーミーのブルードメアサイアーとなるニシノエトランゼに騎乗し、キヨヒダカを抑え、皐月賞馬ハワイアンイメージのアタマ差2着に入った。
1984年には第1回フェブラリーハンデキャップで17頭中12番人気のユキノプリンスを3着に導いたが、3勝に終わる。
1985年には3月24日の中山第10競走京葉ステークスで12頭中12番人気のユキノプリンスに騎乗しギャロップダイナを抑えてアンドレアモンの3着、9月15日の中山第6競走3歳新馬ではビュレットスターでダイシンフブキの3着に入り、11月9日の東京第4競走3歳新馬ではダイナフェアリーで勝利するなど、3年ぶりの2桁勝利となる10勝をマーク。
1986年にはダイナフェアリーで牝馬東京タイムズ杯を制し自身唯一の重賞勝利を挙げ、1987年には新潟戦5勝と中京戦4勝を挙げるなど2年ぶりの10勝をマーク。
1988年には福島芝1200mで行われた関屋記念でプリンシプルに騎乗し、逃げ切った柴田善臣のヒシノリフオーにアタマ差迫る吉沢宗一のダイワダグラスとハナ差3着であった 。新潟で行われたセントライト記念ではブレンニューライフで4着に入り、10月9日の東京第1競走3歳新馬ではハワイアンイメージ産駒ハワイアンスターで逃げ切った。
1989年には夏の新潟戦6勝を含む8勝をマークし、1990年には2月11日の小倉第10競走萌黄賞でロケットダンサーに騎乗しキーミノブの3着に入ったほか、11月3日の東京第3競走3歳新馬ではサクラユタカオー産駒ダイナマイトダディで勝利。
1991年には春の小倉戦と夏の新潟戦で共に3勝を挙げたほか、京王杯スプリングカップでは中山牝馬ステークス→中山記念を連勝していたユキノサンライズに騎乗。レースでは2番手を追走し、バンブーメモリー・ダイタクヘリオス・サクラホクトオー・リンドホシ・イクノディクタスを抑えてダイイチルビーの2着に入った。
1992年のフラワーカップでは14頭中12番人気のウィーンコンサートで逃げて2着に粘り、10番人気ブランドアートとのワンツーで馬連58010円の波乱を演出。
1993年には3勝2着3回を全て夏の新潟戦で記録し 、12月15日には「酒井」姓に改姓。
1994年には4月10日の中山第2競走4歳未勝利で16頭中11番人気のスマイリングカットで2着に粘って枠連・馬連3万馬券、16日の中山第6競走4歳未勝利では16頭中15番人気のナスケンヒューマで2着に粘って馬連史上第2位となる181690円の大波乱を呼んだ。
1995年には8年ぶりで最後の2桁勝利となる11勝をマークし、1997年3月1日の中京第7競走4歳以上500万下・ナスケンヒューマが最後の勝利となり、6月29日の福島第7競走4歳未勝利・ヒルビリーブギ（16頭中7着）を最後を現役を引退。

## 騎手成績
| 通算成績 | 1着 | 2着 | 3着 | 4着以下 | 出走回数 | 勝率 | 連対率 |
| -------- | --- | --- | --- | ------- | -------- | ---- | ------ |
| 平地     | 136 | 167 | 135 | 1828    | 2266     | .060 | .134   |
| 障害     | 0   | 0   | 0   | 5       | 5        | .000 | .000   |
| 計       | 136 | 167 | 135 | 1833    | 2271     | .060 | .134   |

主な騎乗馬
- ダイナフェアリー（1986年牝馬東京タイムズ杯）